# Пальета
Пальета (итал. Paglieta) — коммуна в Италии, расположена в регионе Абруццо, подчиняется административному центру Кьети.
Население составляет 4384 человека, плотность населения составляет 129 чел./км². Занимает площадь 34 км². Почтовый индекс — 66020. Телефонный код — 0872.
Покровителем коммуны почитается святой Иуст. Праздник ежегодно празднуется 13 июля.